# Cotalpa lanigera
Cotalpa lanigera är en skalbaggsart som beskrevs av Carl von Linné 1764. Cotalpa lanigera ingår i släktet Cotalpa och familjen Rutelidae. Utöver nominatformen finns också underarten C. l. obesa.

## Bildgalleri

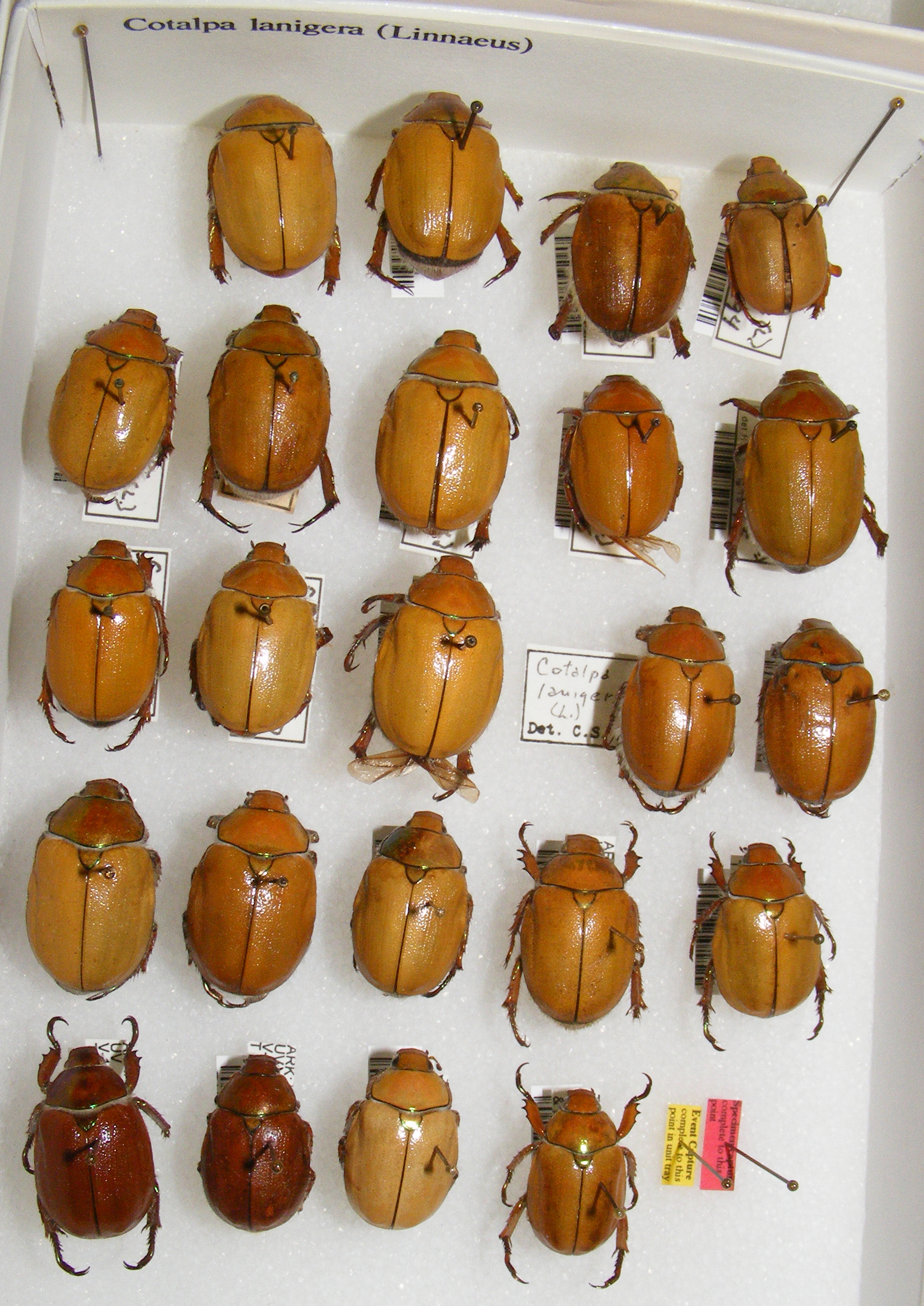
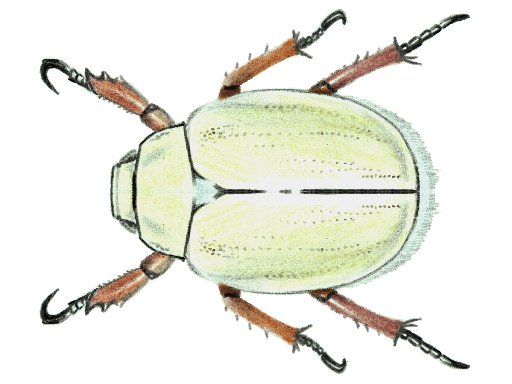